# Плотва (приток Волчьей)
Плотва — река в России, протекает по Волоконовскому району Белгородской области. Левый приток реки Волчья.

## География
Река Плотва берёт начало у хутора Давыдкин. Течёт на запад по открытой местности. Устье реки находится у села Тишанка в 66 км по левому берегу реки Волчья. Длина реки составляет 12 км.

### Притоки (км от устья)
- 7 км: река Малинов Яр

## Данные водного реестра
По данным государственного водного реестра России относится к Донскому бассейновому округу, водохозяйственный участок реки — Северский Донец от истока до границы РФ с Украиной без бассейнов рек Оскол и Айдар, речной подбассейн реки — Северский Донец (российская часть бассейна). Речной бассейн реки — Дон (российская часть бассейна).
Код объекта в государственном водном реестре — 05010400112107000010917.